# Spinschildpad
De spinschildpad (Pyxis arachnoides) is een schildpad uit de familie landschildpadden (Testudinidae). De soort werd voor het eerst wetenschappelijk beschreven door Thomas Bell in 1827. 
De schildpad bereikt een maximale schildlengte tot 15 centimeter. De kleur van het schild is donker met vele lichtere gele lijnen die straalsgewijs in elkaar overgaan. Het geheel heeft veel weg van een spinnenweb. Hieraan is de Nederlandstalige naam te danken. De kop en poten zijn geelbruin van kleur.
De soort is endemisch in het doornig struikgewas van Madagaskar, de zuidelijkste ecoregio van Madagaskar. De habitat bestaat uit tropische regenwouden en drogere open bossen. Over de biologie en levenswijze is vrijwel niets bekend. Uit een waarneming bleek dat een vrouwtje een enkel ei legt per legsel.

## Taxonomie
De soort werd voor het eerst wetenschappelijk beschreven door Thomas Bell in 1827.
Er worden drie ondersoorten erkend die verschillen in verspreidingsgebied.
- Ondersoort Pyxis arachnoides arachnoides
- Ondersoort Pyxis arachnoides brygooi
- Ondersoort Pyxis arachnoides oblonga